# 박자

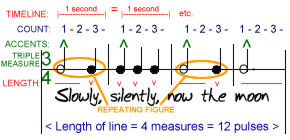
음악과 가사의 박자

박자(拍子)는 박을 모아 몇 박마다 심리적인 강점(强點)을 주기적으로 설정하여, 박의 진행을 정리·통합하는 조직이다. 이것은 몇 박마다 반복함으로써 실현된다. 강점에 해당하는 박을 센박(센拍),약한 박을 여린박(여린拍)이라고 한다.

## 폴리미터
|  |  |  |

## 같이 보기
- 박 (음악)
- 박자 (Meter)
- 박자표